# Тетлега
Тетле́га (укр. Тетлега) — село, до 2020 года входившее в
Зарожненский сельский совет
Чугуевского района
Харьковской области.
Код КОАТУУ — 6325483302.
Население по переписи 2001 года составляло 245 (107/138 м/ж) человек.

## Географическое положение
Село Тетлега находится на левом берегу реки Тетлега;
ниже по течению на расстоянии в 5 км расположен пгт Кочеток,
на противоположном берегу — село Зарожное.
К селу примыкает большой лесной массив урочище Чугуево-Бабчанская дача (дуб, ясень).

## История
- 1647 — дата основания слободы Тетлега[2].
- 1907 — уроженец деревни Тетлега, крестьянин И. П. Литвинов был избран депутатом Государственной думы II созыва от Харьковской губернии.
- В 1940 году, перед ВОВ, в Тетлеге были 370 дворов, православная церковь и свой сельсовет.[3]
- В селе с дореволюционных времён расположено Тетлежское лесничество.[4]

## Экономика
- Молочно-товарная ферма (МТФ; была при СССР).
- Тетлежское лесничество.

## Происхождение названия
Село было названо по названию реки, на которой основано и которая через него протекает (гидронимическая версия).

## Достопримечательности
- Братская могила советских воинов, погибших при освобождении села во время ВОВ.